# Savimäe (Misso)
Savimäe – wieś w Estonii, w prowincji Võru, w gminie Misso.